# Доктор Хаус (5-й сезон)
Пятый сезон американского телесериала «Доктор Хаус», премьера которого состоялась на канале Fox 16 сентября 2008 года, а заключительная серия вышла 11 мая 2009 года, состоит из 24 эпизодов.

## В ролях

### Основной состав
- Хью Лори — доктор Грегори Хаус
- Лиза Эдельштейн — доктор Лиза Кадди
- Омар Эппс — доктор Эрик Форман
- Роберт Шон Леонард — доктор Джеймс Уилсон
- Дженнифер Моррисон — доктор Эллисон Кэмерон
- Джесси Спенсер — доктор Роберт Чейз
- Питер Джейкобсон — доктор Крис Тауб
- Оливия Уайлд — доктор Реми «Тринадцатая» Хадли
- Кэл Пенн — доктор Лоренс Катнер

### Второстепенный состав
- Энн Дудек — доктор Эмбер Волакис
- Дженнифер Кристал-Фоли — Рэйчел Тауб
- Майкл Уэстон — Лукас Дуглас
- Лори Петти — Джанис Бёрк
- Дайан Бэйкер — Блит Хаус
- Ли Эрми — Джон Хаус
- Трейси Вилар — сестра Реджина

### Приглашённые актёры
- Фелиция Дэй - пациентка Apple (эпизод 5х2, серия 88 - «Не рак»)
- Шерилин Фенн - мать девочки-пациентки (эпизод 5х11, серия 97 - «Радость миру»)

## Эпизоды
| № общий | № в сезоне | Название                                       | Режиссёр             | Автор сценария                                                    | Дата премьеры    | Зрители в США (млн) |
| --- | ---------- | ---------------------------------------------- | -------------------- | ----------------------------------------------------------------- | ---------------- | ------------------- |
| 87 | 1          | «Смерть меняет всё» «Dying Changes Everything» | Деран Сарафян        | Эли Атти                                                          | 16 сентября 2008 | 14.77               |
| В результате личной трагедии Уилсон уходит из больницы и разрывает свою дружбу с Хаусом. Уилсон больше не хочет с ним говорить. Кадди отчаянно пытается восстановить их отношения. Между тем Тринадцатая борется с личной проблемой, связанной с её диагнозом, а помогает ей пациентка с аналогичными трудностями. Диагноз: Внематочная беременность, диффузная лепроматозная проказа |            |                                                |                      |                                                                   |                  |                     |
| 88 | 2          | «Не рак» «Not Cancer»                          | Дэвид Стрэйтон       | Дэвид Шор и Лоуренс Каплоу                                        | 23 сентября 2008 | 12.37               |
| У нескольких совершенно не связанных между собой людей неожиданно начинают отказывать разные органы, и вскоре наступает смерть. Единственное, что их объединяет, — то, что в своё время всем им трансплантировали органы от одного и того же донора. Команда Хауса пытается найти причину и спасти единственную оставшуюся в живых пациентку, а сам Хаус в это время нанимает частного сыщика, для того чтобы следить за Уилсоном. Диагноз: Трансплантированные раковые стволовые клетки |            |                                                |                      |                                                                   |                  |                     |
| 89 | 3          | «Осложнения» «Adverse Events»                  | Эндрю Бернстайн      | Кэрол Грин и Дастин Пэддок                                        | 30 сентября 2008 | 12.97               |
| В больницу поступает художник со странной болезнью, влияющей на его картины. Сам пациент уверяет, что уже пошёл на поправку, но Хаус относится к его словам скептически. Позже выясняется, что художник втайне зарабатывал испытанием на себе экспериментальных препаратов, которые, возможно, и являются причиной его болезни. Тем временем частный сыщик Лукас шпионит для Хауса за его командой и Кадди. Диагноз: Безоар, поглотивший таблетки с экспериментальным лекарством |            |                                                |                      |                                                                   |                  |                     |
| 90 | 4          | «Родовые травмы» «Birthmarks»                  | Дэвид Платт          | Дорис Иган и Дэвид Фостер                                         | 14 октября 2008  | 13.26               |
| Девушка отправляется в поисках своих биологических родителей в Китай, однако те почему-то при встрече лишь накричали на неё, утверждая что у них никогда не было дочери. Через некоторое время девушку начинает рвать кровью, после чего она оказывается пациенткой в Принстон-Плейнсборо. Тем временем Кадди, усыпив Хауса, обманом отправляет его вместе с Уилсоном на похороны отца Хауса, которые Хаус всеми силами старается пропустить, утверждая, что не является его родным сыном. Диагноз: Иглы в мозгу, оставшиеся от неудавшейся попытки биологического отца убить дочь ещё в грудном возрасте |            |                                                |                      |                                                                   |                  |                     |
| 91 | 5          | «Везучая Тринадцатая» «Lucky Thirteen»         | Грег Яйтанс          | Лиз Фридман и Сара Хесс                                           | 21 октября 2008  | 13.08               |
| В больницу после припадка попадает новая знакомая Тринадцатой. Постепенно выясняется, что пациентка познакомилась с ней только затем, чтобы попасть к Хаусу и быть им продиагностированной. Тем временем шпионские будни Лукаса продолжаются. Диагноз: Синдром Шегрена |            |                                                |                      |                                                                   |                  |                     |
| 92 | 6          | «Радость» «Joy»                                | Деран Сарафян        | Дэвид Хоселтон                                                    | 28 октября 2008  | 13.49               |
| В клинику попадает отец-одиночка, страдающий провалами в памяти. Похоже, они с дочерью не очень дружны. Тем временем Кадди встречается с девушкой, готовой отдать ей своего будущего ребёнка на удочерение. Однако УЗИ показывает, что лёгкие ещё неродившейся девочки не до конца сформированы. Диагноз: Семейная средиземноморская лихорадка (насл. заболевание) вызвавшее ангедонию и лунатизм. |            |                                                |                      |                                                                   |                  |                     |
| 93 | 7          | «Зуд» «The Itch»                               | Грег Яйтанс          | Питер Блейк                                                       | 12 ноября 2008   | 13.06               |
| Мужчина, страдающий агорафобией (боязнью открытых пространств) серьёзно заболел, но при этом отказывается покинуть свой дом, чтобы поехать в больницу. Из-за чего Хаус и его команда отправляются прямо к нему домой, чтобы выяснить, чем тот на самом деле болен. Кэмерон берёт руководство диагностикой пациента на себя, так как уже лечила его в прошлом. Между тем, мужчине становится всё хуже и хуже, и Хаус планирует перевезти его в Принстон-Плейнсборо насильно. В это время Уилсон признается Кадди в любви. Диагноз: Отравление свинцом, вызванное неполным удалением осколков пули. |            |                                                |                      |                                                                   |                  |                     |
| 94 | 8          | «Без опеки» «Emancipation»                     | Джеймс Хэйман        | Памела Дэвис и Леонард Дик                                        | 19 ноября 2008   | 13.26               |
| Девушка-сирота, в шестнадцать лет освободившаяся от опеки, попадает в больницу с завода. Её диагностирование осложнено постоянной ложью. Хаус тем временем пытается понять, почему Уилсон никак не реагирует на развитие его и Кадди отношений. А Форман требует самостоятельности и занимается другим пациентом. Диагноз: Пациентка Хауса — лейкемия, Пациент Формана — отравление железом |            |                                                |                      |                                                                   |                  |                     |
| 95 | 9          | «Крайний шаг» «Last Resort»                    | Кэти Джейкобс        | Сюжет : Мэттью В. Льюис Телесценарий : Мэттью В. Льюис и Эли Атти | 26 ноября 2008   | 12.87               |
| В поисках диагноза вооружённый мужчина захватывает заложников в кабинете Кадди. Диагностику производит «случайно» оказавшийся в кабинете Хаус. Однако в лице пациента он встречает человека с таким же, как у себя, стремлением — для больного самым важным является нахождение ответа. После освобождения большинства заложников и разоружения террориста, Хаус возвращает ему оружие, а Тринадцатая осознает, насколько велика в ней жажда жизни. Диагноз: Мелиоидоз |            |                                                |                      |                                                                   |                  |                     |
| 96 | 10         | «Пусть едят торт» «Let Them Eat Cake»          | Деран Сарафян        | Рассел Френд и Гарретт Лернер                                     | 2 декабря 2008   | 12.51               |
| Хаус вместе с командой принимаются за случай высококвалифицированного тренера по фитнесу, которой стало плохо во время съёмки рекламы. Многочисленные анализы и тестирование пациентки на астму, употребление стероидов и возможную нехватку витаминов, вызванную строгой диетой пациентки, не принесли никаких результатов, состояние пациентки только ухудшалось. Несмотря на то, что она рекламировала себя как фитнес-гуру, употребляющую только натуральные препараты, команда вскоре выясняет, что у неё есть секрет похудения, который, возможно, и вызвал ухудшение её здоровья. В это же время Тринадцатая начинает участие в тестировании препарата от болезни Хантингтона, которое возглавляет Форман. Катнер проводит онлайн консультации от имени Грегори Хауса, а Кадди переезжает в офис Хауса, пока в её кабинете проводятся ремонтные работы. Это, в свою очередь, приводит Хауса в недовольство. Диагноз: Порфирия |            |                                                |                      |                                                                   |                  |                     |
| 97 | 11         | «Радость миру» «Joy to the World»              | Дэвид Стрэйтон       | Питер Блейк                                                       | 9 декабря 2008   | 14.05               |
| Хаус вместе с командой занимаются случаем девочки-подростка, которой становится плохо во время Рождественской программы в школе. Вскоре они узнают, что в школе над девочкой издевались. По мере того как состояние подростка продолжает ухудшаться, команда понимает, что вынуждена докопаться до истинной причины её таинственной болезни. Форман вместе с Тринадцатой продолжают клинические исследования препарата от болезни Хантингтона, в их отношениях намечается прогресс, после того как Форман получает ценный урок от Тринадцатой. Хаус дарит пациенту невероятный рождественский подарок и заставляет свою команду гадать над тем, кто же преподнёс подарок ему самому. В это же время Кадди также получает неожиданный подарок. Также в этой серии есть интересный эпизод, когда Хаус ставит пациентке диагноз партеногенез. Рождественский эпизод. Диагноз: Эклампсия (пациентка умирает)                             |            |                                                |                      |                                                                   |                  |                     |
| 98 | 12         | «Без боли» «Painless»                          | Эндрю Бернстайн      | Томас Л. Моран и Эли Атти                                         | 19 января 2009   | 15.02               |
| У Хауса проблемы с горячей водой в его доме, а Кадди пытается справиться в одиночку и с ребёнком, и с работой, в то время как Форману нужно совершить трудный выбор. Хаус получает от Кэмерон пациента, пытавшегося покончить с собой из-за постоянных болей. Диагноз: Эпилепсия |            |                                                |                      |                                                                   |                  |                     |
| 99 | 13         | «Большой ребёнок» «Big Baby»                   | Деран Сарафян        | Дэвид Фостер и Лоуренс Каплоу                                     | 26 января 2009   | 15.69               |
| Кадди решает проводить больше времени дома, заботясь о своей приёмной дочери, и даёт Кэмерон возможность надзирать за Хаусом. Кажущаяся неотъемлемой доброта пациентки, которая занимается коррекционно-компенсирующим образованием детей, больных ДЦП, на самом деле является болезнью. Форман должен сделать потенциально опасное признание об участии Тринадцатой в испытании лекарства. Диагноз: Открытый артериальный проток |            |                                                |                      |                                                                   |                  |                     |
| 100 | 14         | «Высшее благо» «The Greater Good»              | Лесли Линка Глаттер  | Сара Хесс                                                         | 2 февраля 2009   | 14.87               |
| В 100-м эпизоде Хаус и его команда принимает решение взять дело женщины, у которой произошёл припадок в классе по приготовлению еды. Когда они узнали, что пациент отказался от своей карьеры весьма известного исследователя рака с тем, чтобы жить в своё удовольствие, в команде возник вопрос о собственном счастье. Тем временем у Тринадцатой появляется побочный эффект от использования экспериментальных препаратов против её болезни Хантингтона. Диагноз: Эндометриоз |            |                                                |                      |                                                                   |                  |                     |
| 101 | 15         | «Неверующий» «Unfaithful»                      | Грег Яйтанс          | Дэвид Хоселтон                                                    | 16 февраля 2009  | 14.19               |
| Хаус берётся за случай священника (Джимми Симпсон), который руководит приютом для бездомных (тому явился домой истекающий кровью и парящий над землёй Иисус). Вскоре выясняется, что из-за скандальной истории с мальчиком-прихожанином священник потерял работу, паству и веру. Случай вроде бы решён (всё объясняется СПИДом), но у пациента возникают новые симптомы, и на пороге маячит смерть. Хаус сталкивает Тринадцатую и Формана, предлагая выбирать между любовными отношениями и работой. Кадди пытается с помощью Уилсона разрешить сомнения вокруг возможного присутствия на религиозной церемонии у себя дома неверующего Хауса. Диагноз: Синдром Вискотта — Олдрича |            |                                                |                      |                                                                   |                  |                     |
| 102 | 16         | «Лучшая сторона» «The Softer Side»             | Деран Сарафян        | Лиз Фридман                                                       | 23 февраля 2009  | 14.85               |
| Хаус находится под действием метадона, который полностью избавляет его от боли. Он из-за него чуть не умер, но он счастлив, и именно это становится причиной врачебной ошибки, чуть не ставшей роковой. В результате практически здоровый пациент — подросток-интерсекс — заболевает и чуть не погибает. Диагноз: Контраст, оставшийся от МРТ |            |                                                |                      |                                                                   |                  |                     |
| 103 | 17         | «Социальный контракт» «The Social Contract»    | Эндрю Бернстайн      | Дорис Иган                                                        | 9 марта 2009     | 12.38               |
| Хаусу и его команде достаётся случай издателя Ника Гринволда, который из-за повреждения мозга говорит вслух всё, что приходит ему в голову. Хаус обращает внимание на это, так как ему кажется забавным послушать всё то, что говорит пациент о персонале больницы и конкретно о его команде. Параллельно с распутыванием дела Хаус понимает, что Уилсон скрывает от него что-то важное, и старается как обычно вывести друга на чистую воду. Диагноз: Чрезмерная реакция организма на фиброму, Синдром Дёге — Поттера |            |                                                |                      |                                                                   |                  |                     |
| 104 | 18         | «Сюда, Киска» «Here Kitty»                     | Хуан Хосе Кампанелья | Питер Блейк                                                       | 16 марта 2009    | 13.13               |
| 35-летняя медсестра из дома престарелых симулирует припадок, чтобы попасть к Хаусу на диагностику. Выясняется, что ей предсказала скорую смерть кошка, известная своим безошибочным нюхом на потенциальных покойников. Хаус в такие глупости не верит, но вскоре медсестра серьёзно заболевает на самом деле. Диагноз: Нейроэндокринный Рак аппендикса |            |                                                |                      |                                                                   |                  |                     |
| 105 | 19         | «Взаперти» «Locked In»                         | Дэн Аттиас           | Рассел Френд, Гаррет Лернер и Дэвид Фостер                        | 30 марта 2009    | 12.51               |
| Хаус, разбивший свой мотоцикл во время тайной поездки, оказывается на соседней больничной койке с велосипедистом в состоянии псевдокомы, который уже рассматривается врачами как донор органов, и только благодаря решительному вмешательству Хауса оказывается спасён. Большая часть эпизода показана с точки зрения этого больного. Хаус перевозит своего интересного пациента в госпиталь Принстон-Плейнсборо, где выясняется, что не авария послужила причиной его состояния, а наоборот. Тауб пытается вернуть себе место, от которого он так неосмотрительно отказался в предыдущей серии. Диагноз: Лептоспироз |            |                                                |                      |                                                                   |                  |                     |
| 106 | 20         | «Простое объяснение» «Simple Explanation»      | Грег Яйтанс          | Леонард Дик                                                       | 6 апреля 2009    | 13.29               |
| Шарлоту, немолодую женщину, которая последние шесть месяцев ухаживает за своим умирающим мужем Эдди, доставляют в Принстон-Плейнсборо после того, как у неё случился приступ удушья. Таинственность случая усиливается, когда состояние Эдди начинает улучшаться, а Шарлоты — ухудшаться. То, что невозможно было себе даже представить, происходит наяву: Шарлота может умереть раньше Эдди. Команда должна принять очень непростое решение, вдвойне сложное в связи с тем, что они, при невыясненных драматических обстоятельствах, теряют одного из своих сотрудников. Диагноз: У мужа — бластомикоз с поражением лёгких, у жены — висцеральный лейшманиоз (жена умирает) |            |                                                |                      |                                                                   |                  |                     |
| 107 | 21         | «Спасители» «Saviors»                          | Мэттью Пенн          | Эли Атти и Томас Л. Моран                                         | 13 апреля 2009   | 12.19               |
| Сотрудники Принстон-Плейнсборо, а именно Хаус и его команда, пытаются справиться с недавней трагедией, тогда как Кэмерон знакомит Хауса со случаем защитника окружающей среды, который неожиданно потерял сознание во время акции протеста. Диагноз: Споротрихоз |            |                                                |                      |                                                                   |                  |                     |
| 108 | 22         | «Хаус разделённый» «House Divided»             | Грег Яйтанс          | Лиз Фридман и Мэттью Льюис                                        | 27 апреля 2009   | 11.69               |
| Сета, 14-летнего глухого подростка, доставляют в Принстон-Плейнсборо с борцовского ковра: в ходе состязания он стал слышать взрывы в своей голове. Диагностирование осложняется нежеланием пациента установить имплантат для восстановления слуха. Галлюцинация, вызванная длительной бессонницей, мешает Хаусу поставить верный диагноз, однако не препятствует руководить мальчишником накануне бракосочетания Чейза и Кэмерон. Диагноз: Саркоидоз |            |                                                |                      |                                                                   |                  |                     |
| 109 | 23         | «У меня под кожей» «Under My Skin»             | Дэвид Стрейтон       | Лоуренс Каплоу и Памела Дэвис                                     | 4 мая 2009       | 12.04               |
| Пенелопа, 21-летняя звезда балета из Нью-Йорка, больше не может дышать. Из-за назначенных Хаусом антибиотиков у неё к тому же развивается токсический эпидермальный некролиз, она теряет 80 % кожи, и ей грозит ампутация рук и ног. Тем временем Хаус признаётся Уилсону в том, что галлюцинирует и не понимает причину. Вместе они перебирают диагнозы: от шизофрении до рассеянного склероза, и Хаус отчаянно действует, но Эмбер продолжает являться в его сознании. Хаус прибегает к помощи Кадди. Кэмерон признаётся Чейзу, что хранит сперму умершего мужа. Она не верит до конца в успех брака с Чейзом. Диагноз: Гонорея |            |                                                |                      |                                                                   |                  |                     |
| 110 | 24         | «Обе половинки вместе» «Both Sides Now»        | Грег Яйтанс          | Дорис Иган                                                        | 11 мая 2009      | 12.74               |
| В больницу поступает пациент, левая рука которого взбесилась и делает всё что ей «вздумается». Хаус после полной детоксикации перестаёт видеть Эмбер. Проведя ночь с Кадди, он встречает её на работе. Но та устанавливает правила, согласно которым с этого момента между ними могут быть только деловые отношения. Хаус с помощью Уилсона пытается выяснить причину подобного поведения, но чем сильнее он стремится к разгадке, тем больше встречает странностей и несоответствий и тем больше сомневается в своём излечении. Диагноз: Отравление пропиленгликолем, у Юджина Шварца — рак поджелудочной железы, у Хауса — психоз |            |                                                |                      |                                                                   |                  |                     |